# Kaajapati
Kaajapati, ook wel Kaaja, is een dorp in het district Sipaliwini in Suriname. Het ligt aan de Boven-Surinamerivier en is vastgegroeid aan Saloebanga (stroomopwaarts). Stroomafwaarts liggen de dorpen Abenaston en Amakakondre.
In het dorp wonen Saramaccaners. Norine Adjako is rond 2019 de kapitein van het dorp.
Tussen Amakakondre en Kaajapati ligt op ongeveer een kwartier wandelen het vakantieresort Ko i sa böo, midden in het bos met kleine huisjes aan een kreek.
In 2021 werd een drinkwatervoorziening in Kaajapatie aangelegd. Sinds 2017 staat er een verzamelbak voor de inzameling van verpakkingsmateriaal, zoals flessen en blikken, van de Support Recycling Suriname (SuReSur). Sinds 2018 heeft het dorp een terras dat bestemd is voor toeristen en voor sociale en culturele bijeenkomsten van de inwoners. Tevens dient het als inzamelingspunt van flessen.
Abenaston · Adawai · Akisiaman · Akwaukondre · Amakakondre · Asenbaso · Asidonhopo · Atjoni · Aurora · Begoeba · Begoon · Bekiokondre · Bendikwai · Bendiwata · Biudoematoe  · Bofokoele · Botopasi · Dan · Dangogo · Daume · Debikè · Deboo · Djemongo · Djoemoe · Duwatra · Foetoenakaba · Gingiston · Goddo · Godowatra · Goejaba · Gran Slee · Grantatai · Gunsi · Heikoenoenoe · Jawjaw · Kaajapati · Kajana · Kambaloea · Kampoe · Koonoo · Kuututen · Ladouanie · Lespansi · Ligorio · Malobi · Malroseekondre · Masiakriki · Moitori · Nazaleti · Nieuw-Aurora · Padalafanti · Pambo Oko · Pikin Slee · Pingpe · Pokigron · Saloebanga · Semoisi · Soolan · Stonhoekoe · Tjaikondre · Toemaripa · Toetoeboeka